# Právní věta
Právní věta je vybraná část odůvodnění soudního rozhodnutí (v praxi zejména rozsudku či nálezu), která má obsahovat to podstatné, o co v dané věci šlo, a jaký právní názor k tomu soud zaujal. Používají se proto především jako důležité vodítko při práci s judikaturou.
Právní věty jsou v českém právu poměrně tradiční, objevují se nejpozději již v 16. století. Vytváří je buď přímo daný soud sám, zejména v rámci svého pléna či některého kolegia, nebo vydavatelé soukromých sbírek rozhodnutí. Kvůli svému informačnímu významu bývají zvýrazňovány a umísťovány na začátcích textů jednotlivých rozhodnutí, pokud jsou publikována, např. u českého Nejvyššího soudu ve Sbírce soudních rozhodnutí a stanovisek. Z hlediska jazykového nicméně není větou jedinou, většinou ji tvoří vět několik.

## Význam právních vět
Protože právní věta je až dodatečná anotace založená na textu odůvodnění zpracovávaného rozhodnutí a je vytvořena především za účelem jeho publikace, shrnuje pouze právní názor soudu na určitou právní otázku, kterou se v dané věci zabýval. Tento výklad právního názoru právní věta zpravidla shrnuje do obecnějšího pravidla, může ale jít i o doslovně převzatou citaci z textu odůvodnění konkrétního judikátu. Jelikož má stručně shrnovat právní úvahy a argumentaci soudu, měla by se také překrývat s ratio decidendi a být v případě judikátů základní informací o jejich případném precedenčním působení. Právní věty přesto obecně nemusí odpovídat normativnímu jádru rozhodnutí, jak je naopak zvykem v anglosaském právu. V praxi ovšem někdy začínají žít svůj „vlastní život“ obdobný abstraktnímu právnímu předpisu přijatému zákonodárcem, jsou používány a aplikovány jako právní předpisy, což je stav nazývaný také jako tzv. kasuistický pozitivismus (case positivism). Problematické v tomto ohledu může být, že jsou vyjádřením právního názoru, který soud zaujal v určité konkrétní skutkové situaci. Neměly by se tudíž „slepě“ aplikovat na případy, které se svými skutkovými okolnostmi liší.
Už i vrcholné soudy v České republice se k významu a aplikaci právních vět v právní praxi musely vyjádřit. Nejvyšší správní soud sám publikoval právní větu, podle níž jde o shrnutí právního názoru vytvořeného pro účely publikace ve sbírce soudních rozhodnutí a právní věta proto „nepředstavuje obecně platné pravidlo schopné samostatné existence, nýbrž je třeba ji vnímat jednak v kontextu právní normy, kterou má vykládat, a jednak v kontextu skutkových a právních okolností rozhodnutí, z nějž pochází“. Taktéž podle Nejvyššího soudu jsou právní závěry vždy obsaženy právě v odůvodnění rozhodnutí, přičemž právní věta není součástí daného rozhodnutí, jde jen o stručné shrnutí toho, co tvůrce právní věty považoval v odůvodnění za nejdůležitější. Nelze proto opomíjet právní závěry, ke kterým soud dospěl, ale které nebyly autorem právní věty zohledněny. Právní věty především slouží ke snazší orientaci v judikatuře.

## Kritika právních vět
Právní věty jsou na rozdíl od zbytku soudního rozhodnutí kratší a v právní praxi se často při odkazování na soudní rozhodnutí odkazuje pouze na tuto právní větu. Pokud daná právní věta skutečně pochází ze soudního rozhodnutí, nemusí to představovat problém. Pokud je však právní věta uměle zformulovaným shrnutím, pak její používání v odůvodňování soudních rozhodnutí představuje podle Terezie Smejkalové zásadní problém, protože jí chybí potřebná legitimita.